# (5092) Manara
(5092) Manara (1982 FJ) – planetoida z pasa głównego asteroid okrążająca Słońce w ciągu 5,72 lat w średniej odległości 3,2 j.a. Odkryta 21 marca 1982 roku.